# We Can't Stand Sitting Down
Albums de Stellar Kart
All Gas. No Brake
(2005) Expect The Impossible
(2008)
Singles
We Can't Stand Sitting Down est le deuxième album du groupe Stellar Kart. Le titre Me And Jesus reçut un prix en 2007.

## Pistes
1. Procrastinating - 2:41
2. Activate - 3:15
3. Me And Jesus - 3:24
4. Lose Control - 2:47
5. Hold On - 3:23
6. Always Waiting - 2:42
7. Only Wanted - 2:58
8. Finding Out - 2:43
9. Wishes And Dreams - 3:53
10. I'M Pretty Good - 2:24
11. I Wanna Live - 3:18
12. Angels In Chorus - 3:05

- Blank - 0:15
- Hold On (Acoustique) - 4:04